# Preolímpico Europeo de Voleibol Femenino 2012
El Pre-Olímpico Europeo de Voleibol Femenino se celebra del 1 al 6 de mayo de 2012 en Ankara, Turquía. El torneo cuenta con la participación de 8 selecciones nacionales europeas en la cual se disputa el único cupo a los Juegos Olímpicos Londres 2012.

## Equipos participantes
| Grupo A  | Grupo B      |
| -------- | ------------ |
| Turquía  | Serbia       |
| Alemania | Polonia      |
| Bulgaria | Rusia        |
| Croacia  | Países Bajos |

## Primera Fase

### Grupo A

#### Resultados
| Fecha    | Encuentro          | Resultado | Set   | Set   | Set   | Set | Set | Puntuación total |  |
| Fecha    | Encuentro          | Resultado | 1     | 2     | 3     | 4   |     | Puntuación total |  |
| -------- | ------------------ | --------- | ----- | ----- | ----- | --- | --- | ---------------- |  |
| 01-05-12 | Alemania - Croacia | 3-0       | 25-12 | 25-16 | 25-17 |     |     | 75-45            |  |
| 01-05-12 | Turquía - Bulgaria | 3-0       | 25-21 | 25-17 | 25-15 |     |     | 75-53            |  |

- Datos: Q6084099